# Icaria (Marte)
Icaria  è una caratteristica di albedo della superficie di Marte.